# Лу Юй
Лу Юй (кит. трад. 陆羽; 733—804) — китайский поэт и писатель

 времён империи Тан, создатель первого письменного трактата о чае «Чайный канон», почитаемый как чайное божество (Ча Шэнь 茶神).

## Жизнеописание
Лу Юй родился в уезде Цзинлин области Фужоу (современный Тяньмэнь провинции Хубэй). Родители неизвестны, в раннем возрасте был найден у стен буддийского монастыря. Настоятель монастыря, погадав по Ицзин, дал ему имя Лу Юй, что дословно обозначает «суша» и «перья» (53 гексаграмма Постепенность звучит так: «Лебедь постепенно приближается к суше. Его перья могут быть применены в обрядах»).
Жил и воспитывался в монастыре, но в 11 лет добровольно присоединился к труппе бродячих актёров. За 16 лет странствий побывал во многих городах и монастырях современных провинций Хубэй, Цзянси, Аньхуэй, Цзянсу, Хэнань и Сычуань. Обучился техникам игры театра теней, марионеток и традиционной драмы. Познакомился с известными людьми своего времени, завёл себе покровителей и подолгу жил в монастырях. Всё это время он собирал чай, пробовал воду, изучал местные чайные обычаи и записывал свои наблюдения.
В 760 году поселился уединённо в уезде Хучжоу на территории современной провинции Чжэцзян. Здесь в 778 году был написан «Чайный канон», а в 795 году книга с описанием 20 самых знаменитых источников Китая.
Умер зимой 804 года и был похоронен на горе Чжушань в районе Хучжоу.

## Значение
Лу Юй впервые в истории систематизировал и оформил в письменном виде все научные и практические знания о чае. Дал исчерпывающие описания современных ему районов выращивания чая, технологии его изготовления, а также детально описал способ приготовления чая. Тем самым создав основу для дальнейшего развития чайной культуры.

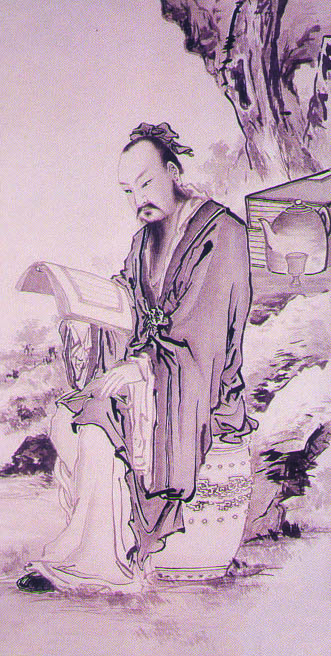
Китайский поэт династии Тан, создатель «Чайного Канона»

## Творчество
Одно из самых известных стихотворений, отражающее отношение Лу Юя к миру:

Не мечтаю о золоте и богатстве,

Не мечтаю о кубках из белого нефрита,

Не мечтаю попасть в столицу и прийтись ко двору,

Не мечтаю на закате жизни моей войти в славу и знатность,

А мечтаю снова и снова уйти к Западной реке,

Где у города Цзинлина поселиться на покое.

## Влияние на современную культуру
В конце 1990-х годов в «Клубе чайной культуры» в московском саду «Эрмитаж» «Чайный канон» был переведён на русский язык, предприняты попытки реконструкции варки чая, описанной Лу Юем, и создан способ приготовления чая на огне, который был назван «Методом Лу Юя».
Также во многих современных чайных клубах и дома у любителей чая созданы алтари с изображением или скульптурой Лу Юя, на которые преподносится чашечка чая в знак уважения древней традиции.